# Mosquée Baland
Pour les articles homonymes, voir Baland.
 (mai 2018).
Si vous disposez d'ouvrages ou d'articles de référence ou si vous connaissez des sites web de qualité traitant du thème abordé ici, merci de compléter l'article en donnant les références utiles à sa vérifiabilité et en les liant à la section « Notes et références ».
La mosquée Baland, ce qui signifie la « mosquée haute », est une mosquée de Boukhara en Ouzbékistan. Inscrite au patrimoine mondial de l'Unesco[réf. souhaitée], comme l'ensemble de la vieille ville historique, cette petite mosquée a été construite au début du XVIe siècle dans la partie méridionale de la ville.
Elle dispose d'une salle de prières pour l'hiver et d'une autre pour l'été. La première est située dans un édifice cubique, avec un iwan d'angle et richement ornée à l'intérieur de mosaïques. L'iwan sert quant à lui de salle de prières d'été. Les colonnes de l'iwan sont ornées de décor de bois évoquant les stalactites (muqarnas). Le plafond et les colonnes de l'iwan datent du XIXe siècle.
La salle d'hiver est ornée de fresques, de mosaïques, de dorures à thèmes floraux. Le plafond est suspendu de madriers ornés. Une frise hexagonale avec des caractères dorés court en haut des murs sous le plafond.

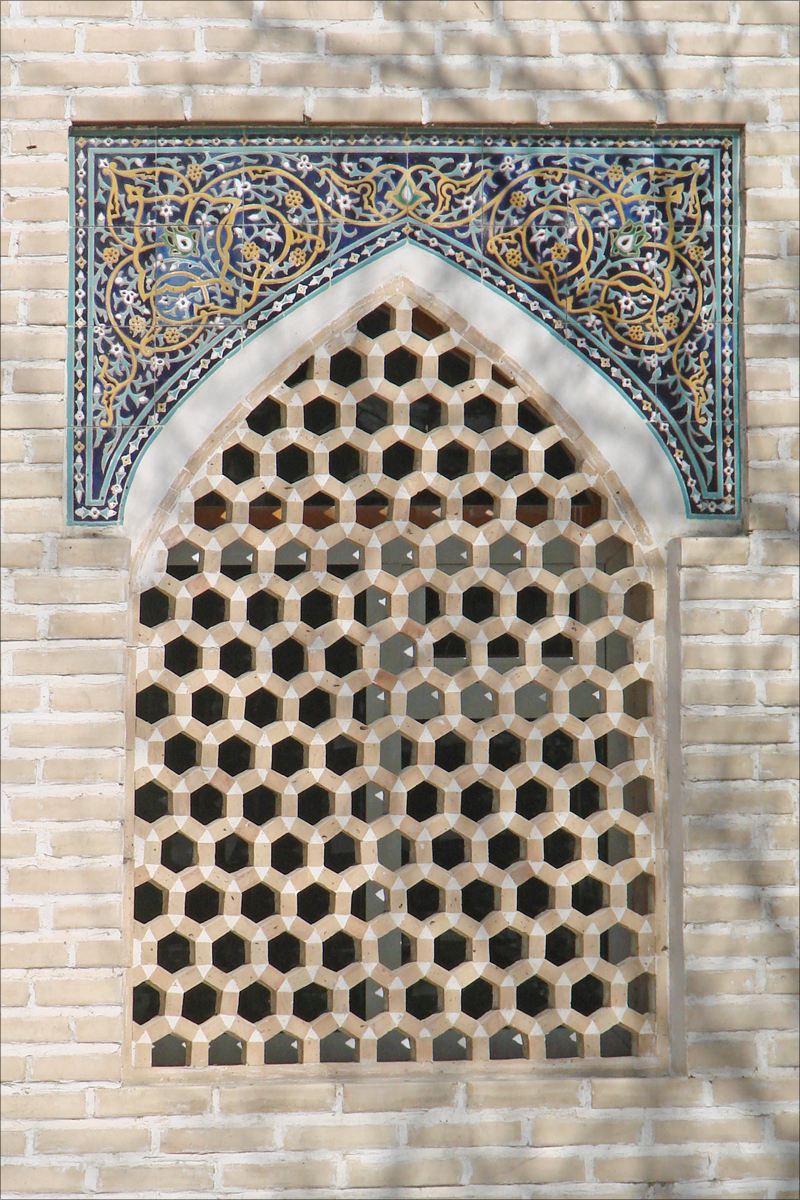
Détail d'une fenêtre
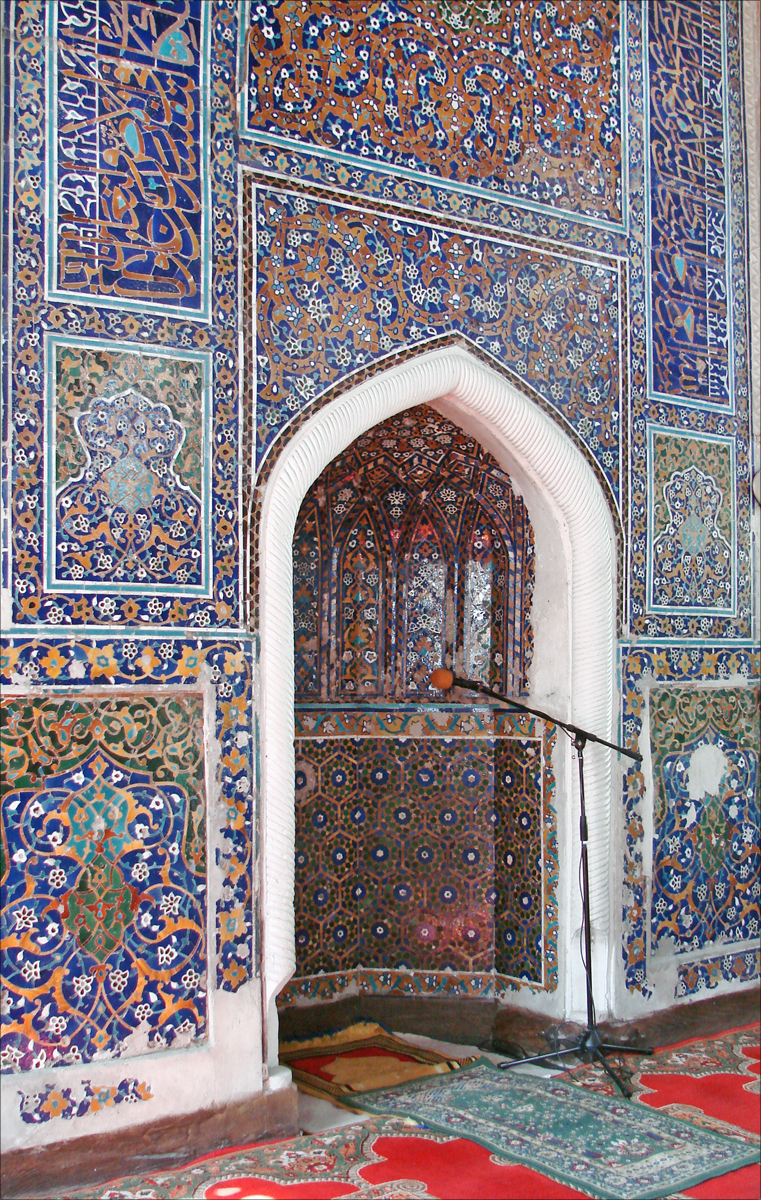
Le mirhab